# Estádio Santa Cruz
Estádio Santa Cruz ou Arena Nicnet é um estádio de futebol e centro de eventos localizado na cidade de Ribeirão Preto, no Estado de São Paulo, Brasil, e pertencente ao Trexx Empreendimentos.
O nome Santa Cruz refere-se ao bairro onde o estádio foi construído, o Santa Cruz do José Jacques, embora atualmente o estádio faça parte do bairro Ribeirânia.
O estádio recebeu duas vezes a final do Campeonato Paulista: em 1995 (Palmeiras x Corinthians) e em 2001 (Botafogo-SP x Corinthians).
A capacidade atual do estádio é de 28.946 pessoas.

## História
A construção do estádio teve um longo período de duração. Foram 15 anos até a conclusão das obras, se iniciando na gestão do presidente Waldomiro Silva, até ser acaba no período de Atílio Benedini Neto na administração do clube. O terreno de três alqueires abrigava um cafezal no bairro da Riberânia e aos poucos foi dando espaço à nova construção.

### Inauguração
O estádio foi inaugurado no dia 21 de janeiro de 1968, quando o Botafogo de Ribeirão Preto goleou por 6 a 2 a Romênia. Sicupira, jogador do Botafogo, foi autor do primeiro gol no estádio. 

#### Ficha técnica: Botafogo 6 x 2 Seleção da Romênia
- Data: 21/01/1968
- Árbitro: Oscar Scolfaro
- Gols: Sicupira (B), Paulo Leão (B), Carlucci (B), Lucescu (R), Dan Coe(R), Paulo Leão (B), Carlucci (B) e Jairzinho (B)
- Botafogo: Dirceu; Zé Carlos (Eurico), Mendes, Roberto Rebouças e Carlucci; Roberto Pinto (Luiz Américo) e Márcio; Jairzinho, Sicupira, Paulo Leão e Totó - Técnico: Floreal Garro
- Seleção da Romênia: Comahm; Ivăncescu, Barbu, Dan Coe (Mankua) e Deleanu; Gergelo, Dincuta (Idumitrio), Lucescu e Sassu; Ionesco e Kallo - Técnico: s/ registros

### Seleção Brasileira
A Seleção Brasileira de Futebol masculino já realizou duas partidas no estádio Santa Cruz: a primeira em 14 de março de 1981, contra a seleção do Chile, em que o Brasil ganhou por 2 a 1; a segunda em 17 de março de 1993, contra a seleção da Polônia, em que a partida terminou empatada por 2 a 2. Este foi o recorde de público do Estádio, onde cerca de 62.000 pessoas viram o empate.

### Copa do Mundo FIFA de 2014
Em 2014, Ribeirão Preto foi sub-sede da Copa do Mundo FIFA de 2014, tendo o estádio Santa Cruz abrigado os treinos da Seleção Francesa de Futebol.

## Dados técnicos

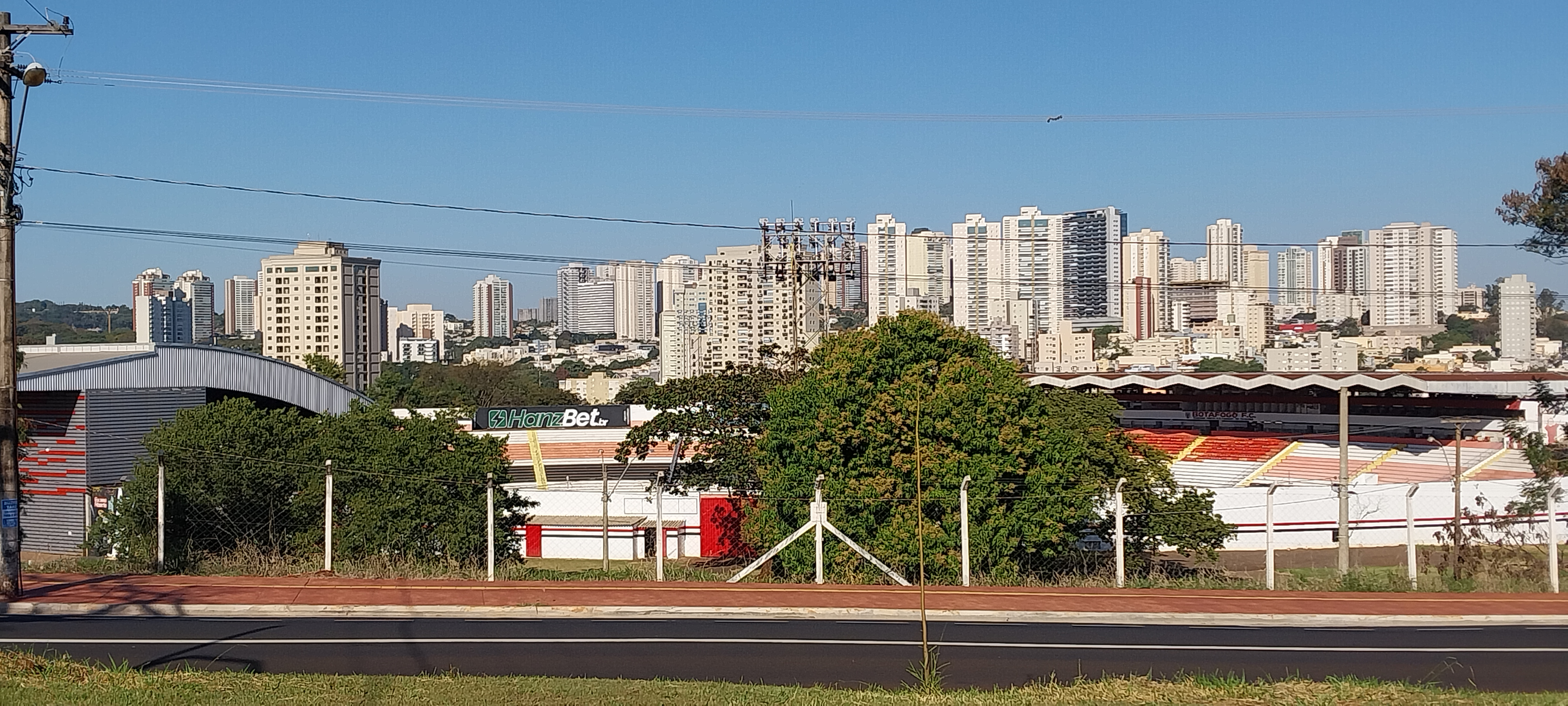
Vista externa Arena Nicnet Eurobike

Tribunas sociais: 60 camarotes, 3 tribunas de honra, 2.500 cadeiras + 1.500 assentos
Imprensa: 20 cabines de rádio e TV – 32 pares de linhas para Rádio e TV e quadros de linhas na sala de imprensa e túneis de acesso ao gramado. Mezanino para a instalação de antenas de transmissão de sinais das emissoras de TV.
Parte física operacional: 3 vestiários – alojamentos com 5 apartamentos e 10 quartos coletivos para um total de 20 atletas e setor administrativo com 3 salas.
Gramado de jogo: medindo 105 x 68 m

## Decisões no Santa Cruz

### Paulistão 1995
Nos dias 30 de julho e 6 de agosto de 1995, o estádio Santa Cruz foi palco da decisão do Campeonato Paulista (o estádio já havia abrigado as semifinais do mesmo torneio): o Corinthians levou a melhor sobre o Palmeiras e ficou com o caneco.

### Paulistão 2001
No dia 20 de maio de 2001, mais de 35.000 pessoas foram acompanhar a final do Campeonato Paulista de Futebol de 2001 entre Botafogo e Corinthians. A equipe da capital fez 3 a 0 no Pantera e praticamente assegurou o título. A decisão aconteceu em São Paulo, no Morumbi, em 27 de maio, com um empate em 0 a 0.

### Campeonato Brasileiro - Série D
Mais uma decisão no Santa Cruz ocorreu em 2015, quando o Botafogo alcançou a final do Campeonato Brasileiro da Série D contra o River-PI. Francis fez todos os gols do Botafogo na vitória por 3 a 2 no dia 7 de novembro de 2015. No jogo de volta em Teresina, o Botafogo sagrou-se campeão ao empatar com o River por 0 a 0.

## Arena Nicnet Eurobike

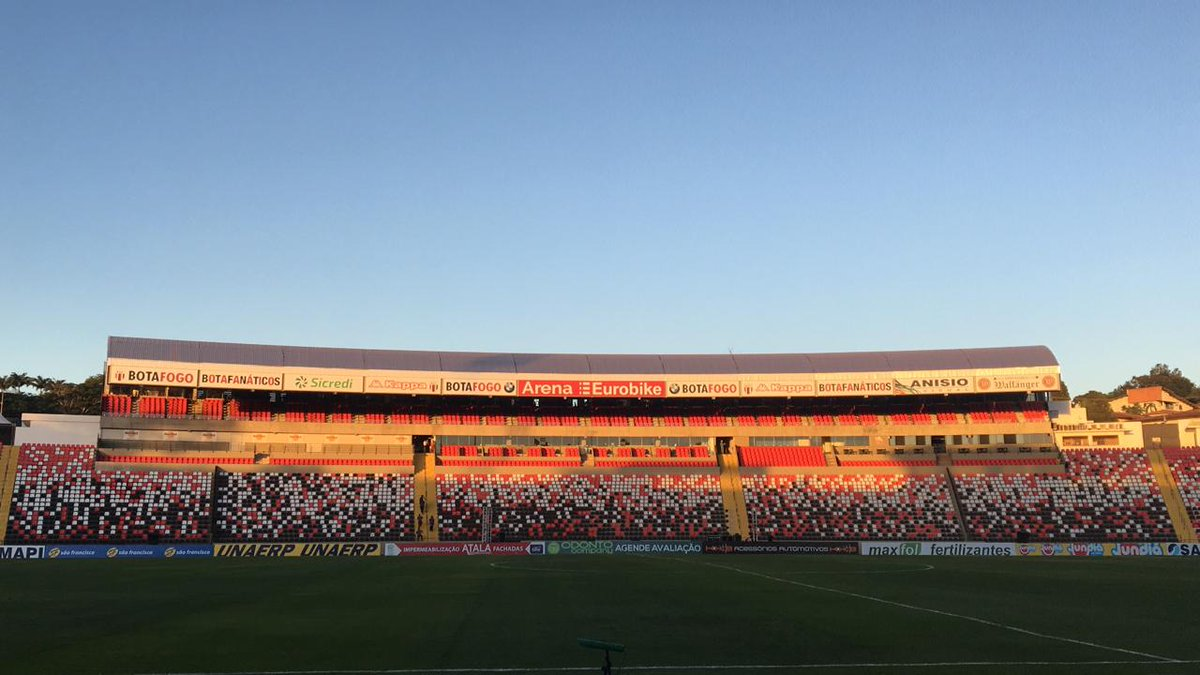
O estádio após a reforma, com a nova Arena Nicnet Eurobike

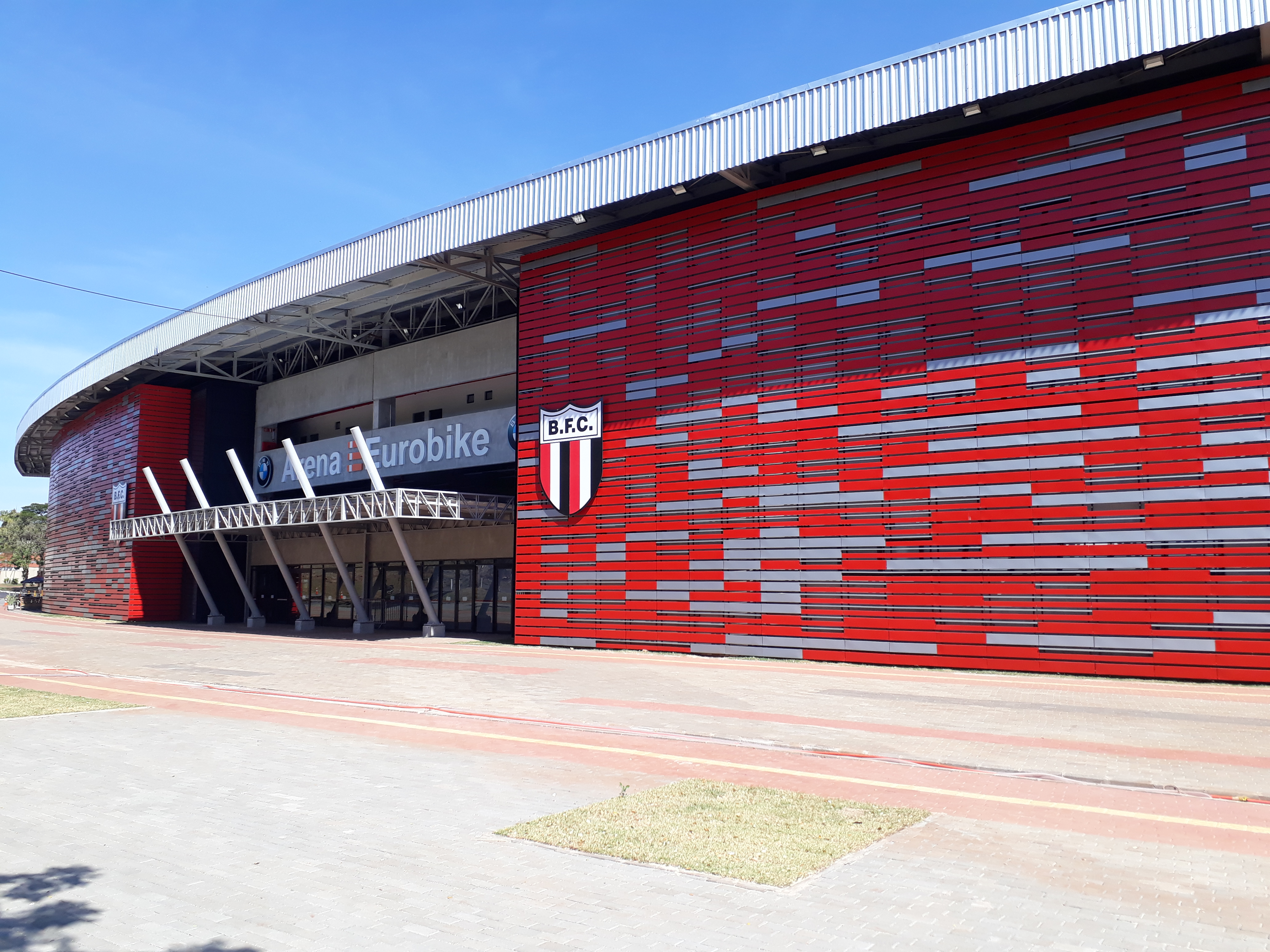
Fachada Arena Nicnet Eurobike

O Estádio Santa Cruz começou a passar por reformas em setembro de 2018, após o término da participação do Botafogo no Campeonato Brasileiro da Série C daquele ano.
Foi construído um espaço multiuso chamado de Arena Eurobike, que além de estádio de futebol, também é uma arena de shows que recebe atrações nacionais e internacionais com capacidade para receber até 15.000 pessoas, e que conta com uma unidade do bar Seo Tibério, da Cervejaria Walfänger; com o estadunidense Hard Rock Café e com uma concessionária Eurobike que dá nome ao espaço. Além disso, também foram instalados novos banheiros no antigo fosso. O local também conta com dois lounges VIP, treze camarotes, trinta e quatro suítes e um espaço kids.
As obras foram concluídas em junho de 2019, em inauguração em partida contra o SC Corinthians.
Após a reformulação, o local passou a ser palco de shows, inclusive internacionais. Em maio de 2022, o estádio recebeu um show da banda Kiss. Em setembro do mesmo ano, o local foi palco de uma apresentação do Guns N' Roses.
Em maio de 2023 foi anunciado outro naming right da arena, hoje chamada Arena Nicnet Eurobike.